# 濮慶孫
濮慶孫，浙江省杭州府錢塘縣（今屬杭州市）人，清朝政治人物。同進士出身。

## 生平
濮慶孫為道光三十年（1850年）庚戌科三甲進士。官至直隶順德府（今河北邢台市）知府。